# Brigata Fantasma

Il simbolo della Brigata Fantasma sulla schiena di Hisoka

La Brigata Fantasma (幻影旅団?, Gen'ei Ryodan) è una banda di ladri presente nella serie manga Hunter × Hunter, scritta e disegnata dal mangaka Yoshihiro Togashi, e nelle serie anime da esso tratte.
Poiché la parola giapponese gen'ei (幻影?) ha il significato di "vaga apparizione", negli adattamenti italiani è stata tradotta come Brigata Fantasma nel fumetto e negli OAV, Brigata dell'Illusione nella serie anime del 1999 e Brigata Illusoria nel doppiaggio della serie del 2011. La Brigata è conosciuta anche con il nome di "Ragno", dal momento che il suo simbolo è un ragno a dodici zampe che ogni membro ha tatuato su una parte del corpo.
Il gruppo è formato da tredici potenti utilizzatori di Nen, catalogati per la loro pericolosità come ricercati di livello A. Anche se la loro prima vera apparizione avviene solo nella saga di York Shin City, nella quale hanno il ruolo di principali antagonisti, essi vengono menzionati da Kurapika fin dai primi capitoli. Le attività principali della Brigata sono furti e crimini affini. La maggior parte dei membri originali proviene dalla città delle stelle cadenti. Questo può indicare che essi hanno vissuto nello squallore e nella miseria più totale e che per sopravvivere hanno seguito la legge del più forte.

## Regole
La Brigata Fantasma possiede delle rigide leggi che vengono rispettate da tutti i suoi adepti: la principale è la tutela della Brigata stessa anche a discapito dei membri, capo incluso. Gli ordini impartiti dal capo non possono essere discussi mentre i combattimenti tra i membri sono vietati e per risolvere eventuali liti si usa una moneta. I componenti della Brigata non possiedono un abbigliamento distintivo ma sono riconoscibili dal tatuaggio a forma di ragno e dal numero proprio di ogni membro.
Tutti i membri della Brigata hanno un compito preciso funzionale alla loro attività: il capo, paragonabile alla testa del ragno, ha il compito di indirizzare e guidare i dodici arti, cioè gli altri componenti; Shalnark, Pakunoda e Shizuku sono addetti alla rielaborazione delle informazioni e, a detta di Quoll Lucifer, sono il nervo vitale della Brigata; Uvogin e Nobunaga sono i componenti della squadra suicida o squadra d'assalto, che ha il compito di proteggere la squadra rielaborazione delle informazioni. Anche gli altri membri hanno dei compiti specifici, anche se non sono stati espressamente chiariti: Machi ha il compito di riferire i messaggi del capo a tutti i membri e possiede anche conoscenze mediche, mentre Feitan è specializzato nel torturare per estorcere informazioni.
I nuovi membri possono entrare nel gruppo uccidendo un membro precedentemente affiliato mentre in caso di morte di un membro o di un altro evento che ne comporti la perdita, il leader della Brigata, Quoll Lucifer, è responsabile di trovare un sostituto idoneo.

## Membri attuali

### Quoll Lucifer
Quoll Lucifer (ルシルフル クロロ?, Rushirufuru Kuroro), chiamato Kuroro Rusirfel nell'edizione italiana della prima serie dell'anime e Chrollo Lucilfer in quella della seconda, è il fondatore e capo della Brigata Fantasma, di cui è il membro numero zero.
Si presenta come un giovane uomo dall'aspetto sempre ben curato con una croce tatuata al centro della fronte, che quando è in incognito copre solitamente con una benda; sul mantello che indossa è stampata una grossa croce rovesciata. È sempre molto aggiornato in fatto di cultura e attualità, non si perde mai in chiacchiere inutili e i suoi ordini sono sempre chiari e concisi. Gli unici sentimenti che prova sono diretti ai membri della Brigata, che considera la sua famiglia: la sua unica preoccupazione è la sopravvivenza del Ragno, a cui antepone persino la sua vita, tanto che quando Kurapika lo cattura, Melody capisce dal battito del suo cuore che non ha nessuna paura di morire poiché per lui è molto più importante che il Ragno continui a esistere e se deve morire perché ciò accada lo accetta. Secondo Hisoka, inoltre, quando la Brigata ruba qualcosa, Quoll, dopo averla rimirata per un certo periodo di tempo, la rivende. In una conversazione con Gon, che domanda del perché uccidano gente innocente, il capo della Brigata accenna in modo confuso che sta cercando se stesso. Nello scontro con Hisoka alla Torre Celeste, Quoll afferma di ritinere gli esseri umani interessanti, quasi come a voler indicare che lui non si consideri tale.
Ha condotto personalmente il genocidio del clan di Kurapika e quest'ultimo, come punizione, neutralizza la sua abilità Nen costringendolo a lasciare la Brigata; successivamente riesce ad approdare a Greed Island in cerca di uno specialista in grado di rimuovere la catena, ma viene espulso da uno degli amministratori del gioco in quanto entrato clandestinamente. Incaricherà poi Hisoka di entrare a Greed Island con il suo nome e di cercare lo specialista per lui e, come ricompensa, avrà il tanto agognato combattimento con lui.

Dopo essersi liberato della catena di Kurapika, Quoll affronterà Hisoka alla Torre Celeste riuscendo a sconfiggerlo e a ucciderlo sfruttando i poteri presi in prestito dai suoi compagni e coinvolgendo tutti gli spettatori, provocando la morte di un immenso numero di innocenti, sebbene Hisoka riesca a tornare in vita sfruttando il suo potere. Dopo lo scontro decide di riunire la Brigata per prendere parte alla spedizione nel Continente Oscuro con l'obiettivo di rubare il tesoro di Kakin, non sapendo che Hisoka è sopravvissuto e che ha deciso di sterminare i membri del Ragno.

Lo si ritrova nella stiva nascosto fra la gente comune offertasi di visitare il Continente Oscuro, mostrando un'espressione di odio e dolore dopo essere venuto a conoscenza delle morti di Kortopi e Shalnark per mano di Hisoka. Machi si presenta poco dopo chiedendogli il permesso di uccidere personalmente il prestigiatore, ma Quoll glielo nega dicendo che tutti i membri della Brigata - lui compreso - si sono riuniti con l'obiettivo comune di uccidere Hisoka; al gruppo si unisce anche Illumi su richiesta dello stesso Hisoka. Successivamente rivela a Shizuku di aver perso l'abilità di predire il futuro che aveva rubato a Neon Nostrad, la quale è morta, e di avere con sé una torta che mangeranno tutti insieme quando avranno ucciso Hisoka. Il punto debole di Quoll sembrano essere i suoi stessi compagni, perdendo sempre più lucidità quando essi vengono uccisi.
Quoll possiede grandi capacità fisiche e nel combattimento: dopo lo scontro con i due più potenti membri della famiglia Zoldick, Silva e Zeno, quest'ultimo afferma che se avessero combattuto uno contro uno probabilmente avrebbe vinto lui. La sua abilità Nen è del gruppo della Specializzazione e gli permette di rubare le capacità di altri utilizzatori inserendole nel libro I segreti del bandito, ma se la persona a cui è stato sottratto il potere muore la tecnica rubata svanirà; esiste tuttavia un modo attraverso il quale un'abilità può rimanere nel libro anche dopo la morte del possessore originale: il rafforzamento del Nen dopo la morte. Al momento questa eccezione è stata mostrata da un solo potere e comunque, dopo che l'appropriazione è stata eseguita, il vero utilizzatore non potrà più utilizzare la tecnica trafugata. Per impossessarsi delle tecniche altrui c'è bisogno che si verifichino quattro condizioni fondamentali:
1. Quoll deve vedere con i propri occhi i poteri della vittima.
2. Deve porre delle domande al proprio avversario riguardanti il suo Nen e ottenere una risposta.
3. La vittima deve toccare il libro con il palmo della mano.
4. Le precedenti tre condizioni devono verificarsi entro un'ora l'una dall'altra.

Come spiega Silva, visto che è impossibile fare una stima del potere di Quoll a causa dell'indefinito numero di poteri da lui sottratti e le loro caratteristiche, è impossibile riuscire a ucciderlo senza essere pronti a morire. Inizialmente, per potere utilizzare la tecnica rubata, il libro doveva essere tenuto aperto nella mano destra alla pagina corrispondente, ma durante il combattimento contro Hisoka alla torre celeste Quoll fa uso di un segnalibro sviluppato per poter utilizzare abilità che richiedono due mani semplicemente mettendo il segnalibro alla pagina dell'abilità e riponendo il libro, oppure per poterne utilizzare due contemporaneamente posizionando il segnalibro e tenendo il libro aperto su un'altra abilità. Tuttavia Quoll afferma di avere imposto un altro paio di condizioni/restrizioni per potere incrementare la sua abilità, ma quest'ultime non vengono ancora specificate. Durante la saga di successione dei principi sulla nave, viene rivelato un'altra capacità immensa di Quoll: più egli ruba oggetti o poteri servendosi del suo libro, e la difficoltà nel rubarli aumenta, più diventa potente il suo libro e le sue capacità, aumentando così anche la potenza del suo Nen. Non è chiaro se ciò potenzi anche i poteri rubati. In giapponese è stato doppiato da Yoshikazu Nagano nella prima serie TV e negli OAV e da Mamoru Miyano nella seconda serie TV, mentre in italiano è stato doppiato da Massimiliano Manfredi nella prima serie TV, da Lorenzo Scattorin negli OAV e da Federico Di Pofi nella seconda serie TV.

### Bonolenov Ndongo
Bonolenov Ndongo (ボノレノフ・ンドンゴ?, Bonorenobu Nudongo) è il membro della Brigata numero dieci. Veste con stracci e il suo aspetto ricorda una mummia. È l'unico non proveniente dal Ryuseigai: è infatti originario della tribù dei Gyudondondo. Una caratteristica del suo popolo è che quando i bambini del clan compiono tre anni vengono conficcati nel loro corpo degli aghi, che vengono poi rimpiazzati lentamente da aghi più grandi via via fino a dei bastoncini. L'azione progressiva di questi corpi estranei arriva a creare dei fori sulla loro pelle. Le persone di questa tribù vengono chiamate "Bap", guerrieri danzatori, forse a causa dei diversi suoni che creano attraverso i fori. Molto poco si conosce riguardo alla sua personalità e alle ragioni per cui è entrato nella Brigata Fantasma, ma nella battaglia contro le formichimere mostra un atteggiamento ironico, presuntuoso e orgoglioso. Durante la saga di York Shin City appare in un ruolo molto marginale. Durante la saga delle formichimere, viene visto combattere con il resto della Brigata contro gli insetti.
La sua abilità Nen si chiama "Battle Cantabile" (バト＝レ・カンタービレ? "Battaglia Orecchiabile" nella versione italiana) e consiste nel produrre musica con il passaggio dell'aria tra i buchi sulla sua pelle. Con questa tecnica riesce a creare suoni differenti che gli consentono di utilizzare abilità Nen differenti come la trasformazione del proprio corpo o la materializzazione di oggetti.
- "Prologue" (プロローグ? "Preludio" nella versione italiana): tecnica con cui Bonolenov concretizza su di sé un tipico vestito da guerra della sua tribù e una grossa lancia. Con questo equipaggiamento si lancia poi all'attacco dell'avversario, con tutta la potenza che possiede[1].
- "Jupiter" (ジュピター? "Mokusei" nella versione italiana): attacco che materializza un'enorme sfera alle spalle di Bonolenov, il quale è in grado di lanciarla addosso agli avversari alla velocità del suono. Per potere richiamare una così grande quantità di Nen, Bonolenov deve prima togliersi i guanti e sfruttare anche i buchi che ha sui palmi e sulle dita delle mani per generare la melodia[2].

### Feitan Pohtoh
Feitan Pohtoh (フェイタン＝ポートオ?, Feitan Pōtoo) è uno dei sei membri originali provenienti dal Ryuseigai. È il membro numero due della brigata. Ha un abbigliamento simile a quello di un bandito: abiti scuri e la bocca coperta da una sciarpa con un teschio disegnato. Parla di rado e quando lo fa incorre in numerosi errori grammaticali poiché, come si scopre durante la lotta con le formichimere, tende a parlare al contrario quando è arrabbiato. Dopo avere ucciso Zazan nel Ryuseigai, diviene il leader provvisorio della Brigata. I suoi movimenti sono incredibilmente veloci, tanto che ha la capacità di lasciare immagini residue del proprio corpo. È inoltre in grado di concretizzare con il Nen un ombrello (con il disegno di un teschio sopra), che possiede una lama nascosta e può sparare la punta d'acciaio come un proiettile premendo la base dell'impugnatura.
Il suo Hatsu appartiene alla categoria della trasformazione. La principale tecnica di Feitan è il "Pain Packer" (パイン パッカー?), che gli permette di utilizzare la sua aura per materializzare un'armatura protettiva che è tanto più potente quanti più danni e dolore ha provato nel corso dello scontro e gli fornisce protezione totale da qualsiasi conseguenza del rilascio, anch'esso potente in base ai danni subiti da Feitan in precedenza. L'unica sua tecnica di rilascio vista finora è il "Rising Sun" (ライジング サン?), un sole in miniatura che brucia chiunque intorno a lui inclusi gli alleati. A detta di Shizuku, una volta alcuni membri della Brigata decisero di osservare il Rising Sun in azione e, a causa della vicinanza, rischiarono di rimanere tutti uccisi. Viene inoltre lasciato intendere da Phinks che Feitan abbia diversi tipi di rilascio. Ricompare dopo i fatti delle formichimere, nascosto nella nave diretta nel continente oscuro insieme alla brigata per uccidere Hisoka per vendicare i compagni uccisi.
In giapponese il personaggio è stato doppiato da Akari Hibino nella prima serie TV e negli OAV, e da Kappei Yamaguchi nella seconda serie TV. In italiano è stato invece doppiato da Marina Guadagno nella prima serie TV e da Gabriele Marchingiglio negli OAV.

### Franklin Bordeaux
Franklin Bordeaux (フランクリンボルドー?, Furankurin Borudou) è il membro numero sette. Appare molto simile alla creatura del romanzo Frankenstein, con cicatrici che ne deturpano il viso. Sembra comunque, nonostante il suo duro aspetto esterno, molto premuroso soprattutto nei confronti di Shizuku. È anche composto e rispettoso e normalmente interrompe le discussioni e le lotte all'interno dell'organizzazione. È uno dei sei membri originali della Brigata. È doppiato in giapponese da Yoshinobu Kaneko nella prima serie anime e negli OAV, da Kenji Nomura in Hunter × Hunter - Greed Island e da Hidenobu Kiuchi nella seconda serie. In italiano è doppiato da Roberto Draghetti nella prima serie mentre negli OAV da Alessandro Zurla. Dopo i fatti delle formichimere si presenta dentro alla nave diretta al continente oscuro, insieme ai restanti membri della brigata decisi più che mai a uccidere Hisoka per vendicare la morte dei propri compagni uccisi da quest'ultimo.
La sua abilità Nen si chiama "Dual Machine Gun" (ダブルマシンガン? "Armi Ambidestre Automatiche" nella versione italiana) e appartiene al gruppo dell'Emissione. Quando Franklin la usa, le dita delle sue mani si trasformano in qualcosa simile alla canna di una pistola emettendo proiettili di Nen. Naturalmente, per sparare proiettili d'aura, non è necessario modificare la forma delle dita, ma Franklin pensa che diano un'impressione più possente. Inoltre questo gli ha permesso di aumentare la sua potenza di fuoco, perché a seconda della determinazione e della restrizione che ci si impone il potere Nen può fare grandi progressi.

### Kalluto Zoldyck
Kalluto Zoldyck (カルト＝ゾルディック?, Karuto Zorudikku) è il fratello minore di Killua e il numero quattro della Brigata. Ha un aspetto e vestiario molto effeminati e molti lo scambiano per una ragazza. Nella serie del 1999, compare per la prima volta quando Gon sta per essere ucciso dal lupo di casa Zoldyck, eseguendo il fischio del richiamo e salvandogli involontariamente la vita, nel remake del 2011 compare assieme alla madre Kikyo dopo che essa sparò un proiettile alla tempia di Canary. Entra a fare parte della Brigata al fine di sostituire il precedente numero quattro, Hisoka, che ha lasciato il gruppo.
La sua abilità Nen si chiama "Danza dei Meandri" e consiste in una combinazione tra vento, carta e una grande maestria nell'uso del Nen; questa tecnica è in grado di fare diventare un semplice pezzetto di carta una lama mortale.

### Machi Komachine
Machi Komachine (マチコマチネ?, Machi Komachine) è una ragazza cresciuta nel Ryuseigai e fa parte dei sei membri originali della Brigata, con il numero tre. Il suo carattere è in netto contrasto con il suo aspetto: infatti, dietro una maschera di grande bellezza e sensualità, si nasconde una personalità fredda, aggressiva e cinica con tutti quelli che tentano di avvicinarla. L'unica persona per cui sembra provare emozioni è Quoll, ma lei viene vista da Gon da sola con Nobunaga.
Dopo lo scontro contro Quoll e Hisoka nella Torre Celeste, quest'ultimo perde infine la vita. Machi per ringraziare Hisoka per avere aiutato il capo a liberarsi delle catene, decide come ultimo gesto di cucirgli le ferite portate nello scontro. In quello stesso momento il Nen del prestigiatore si riattiva più forte di prima facendo tornare in vita Hisoka con un massaggio cardiaco che sfrutta l'elasticità della gomma. Immobilizzata Machi, il prestigiatore le annuncia che adesso sarà lui a cacciare i membri del Ragno fino a che non li avrà uccisi tutti. Machi si ripresenta nella nave diretta al Continente Oscuro insieme a Quoll e a tutti i membri della Brigata, al quale chiede l'esclusiva di uccidere personalmente Hisoka. Quoll tuttavia glielo nega poiché tutti membri della Brigata compreso lui vogliono uccidere Hisoka che si è nascosto anche lui nella nave.
La sua abilità Nen si chiama "Filo Nen" (念糸?) ed è una tecnica con cui Machi trasforma la sua aura in un filo la cui durezza dipende dalla lunghezza: un filo lungo quanto la circonferenza della Terra, infatti, avrebbe la resistenza di un filo di cotone, ma uno lungo un metro potrebbe reggere un peso di una tonnellata. Se però il filo si stacca dalle mani di Machi la sua resistenza cala considerevolmente. Con questa abilità riesce a uccidere facilmente i nemici, appendendoli ai suoi fili per la gola, in modo da impedire anche qualunque suono. Oltre a ciò può usare i suoi fili per riattaccare le parti del corpo degli altri compresi ossa, vene, nervi e muscoli. Mostra quest'ultima abilità riattaccando un braccio a Hisoka dopo il suo scontro con Kastro.
È doppiata in giapponese da Noriko Namiki nella prima serie e negli OAV, da Takako Uemura in Hunter × Hunter - Greed Island e da Rena Maeda nella seconda serie. La sua voce italiana è quella di Daniela Calò per la prima serie, di Elisabetta Spinelli negli OAV e da Sara Imbriani nella seconda serie.

### Nobunaga Hazama
Nobunaga Hazama (ノブナガ ハザマ?, Nobunaga Hazama) è uno dei membri della Brigata originari del Ryuseigai, il membro numero uno. Ricorda un guerriero rōnin del periodo Edo, dotato di una lunga katana che usa con grande furbizia e abilità. La specialità di Nobunaga è l'impareggiabile uso della spada nell'esecuzione dei nemici. Il suo migliore amico è Uvogin: i due danno il meglio di sé quando combattono insieme e sono entrambi spericolati in combattimento, tanto che sono gli unici due componenti della squadra suicida. Vedendo la stessa personalità di Uvogin in Gon, Nobunaga cerca di convincere quest'ultimo a entrare a fare parte della Brigata dopo la morte dell'amico ma il ragazzino rifiuta fermamente. Nobunaga è nato l'8 settembre. Il suo gruppo sanguigno è B. Secondo la profezia di Nobunaga, egli potrebbe continuare la caccia di Kurapika per vendicare Uvo, ma facendo così, cinque membri del ragno verranno uccisi. È doppiato in giapponese da Takashi Matsuyama, nella prima serie e negli OAV e da Naoya Uchida nella seconda serie. La sua voce italiana è quella di Alberto Angrisano nella prima serie e di Paolo Sesana negli OAV.
L'unica abilità Nen di Nobunaga rivelata finora consiste in un buon utilizzo dell'En: usato come supplemento alla sua abilità con la spada, questa tecnica consiste nell'estensione della propria aura all'esterno del suo corpo per una zona sferica di raggio pari al doppio della lunghezza della sua katana; in questo modo, qualunque cosa entri in questa zona interferisce con il flusso del nen e fa in modo che Nobunaga si accorga della sua presenza. Il suo En è stimato essere di circa 8 metri. Dopo che Nobunaga scopre il suo avversario, lo attacca con la katana.

### Phinks Magkav
Phinks Magkav (フィンクスマグカブ?, Finkusu Magukabu) è un esperto nel combattimento a mani nude. È il membro numero cinque della Brigata. Di carattere alquanto irritabile, tende spesso a entrare in conflitto con altre persone, inclusi i suoi compagni della Brigata. Ligio alle regole del Ragno, inclusa quella che prevede di non dare priorità alla vita del capo se questo rappresenta un rischio per tutta la Brigata, ma tiene molto ai suoi compagni. Ciò emerge nel momento in cui Pakunoda si sacrifica per trasmettere loro le informazioni su Kurapika e, quando per puro caso incontra Gon e Killua pochi giorni dopo, li informa della sua morte e dice loro che Pakunoda voleva ringraziarli (non essendo scappati da lei pur potendolo fare e quindi potendo concludere lo scambio di ostaggi, mentre se fossero scappati Kurapika non avrebbe avuto motivo di non uccidere Quoll), allontanandosi poi con un'espressione addolorata. In seguito, parlando del capo, si denota come gli manchi che la Brigata sia di nuovo riunita, cosa per cui viene scherzosamente deriso da Feitan e Shalnark. Come afferma personalmente, non uccide mai per pietà, vuole che il suo avversario opponga resistenza anche se non ha possibilità. È uno dei membri originari del Ryūseigai ma non ha fatto parte del Ragno fin dalla sua fondazione. Quando Quoll ruba i poteri profetici di Neon, Phinks leggendo la sua profezia, scopre di essere uno dei cinque membri del ragno, che in futuro saranno uccisi, anche se non ha specificato nel dettaglio il come accadrà. Appare per la prima volta indossando uno strano abito e un copricapo alla maniera dei faraoni egiziani, ma all'occorrenza veste anche in modo casual con una tuta da jogging. È sempre visto in coppia con Feitan. È doppiato in giapponese da Yoshiaki Matsumoto negli OAV e da Kenn nella seconda serie. Nella prima serie è doppiato in italiano dall'attore torinese Giorgio Locuratolo mentre negli OAV da Matteo Zanotti e nella seconda serie da Giuliano Bonetto.
La sua abilità Nen si chiama "Ripper Cyclotron" (リッパー・サイクロト? "Rotazione Celeste" nella versione italiana) ed è una tecnica che consiste nell'accumulare il Nen nel braccio destro e farlo ruotare per un certo numero di giri. Maggiore è il numero di giri compiuto dal braccio, più sarà forte il colpo successivo. Nonostante Phinks riesca a contare il numero delle rotazioni, non riesce a calcolare di preciso quanti giri ci vogliano per rilasciare una certa quantità di forza.

### Shizuku Murasaki
Shizuku Murasaki (シズクムラサキ?, Shizuku Murasaki) è il membro numero otto della Brigata. È molto smemorata e una volta che dimentica qualcosa non se la ricorda più. I suoi avversari sono spesso fuorviati dal suo aspetto vago e poco appariscente, tuttavia sotto il suo aspetto tranquillo si cela in realtà una straordinaria combattente. È mancina. Si vede per la prima volta in azione con il suo aspirapolvere per aspirare i corpi di tutti i partecipanti all'asta quando, a York Shin City, i membri della Brigata vanno all'asta per rubare i preziosissimi oggetti messi in vendita. Poiché Shizuku è entrata a far parte del ragno dopo la morte del membro numero otto, ucciso da Silva Zoldyck, è l'unica dei ragni a non avere partecipato allo sterminio del clan di Kurapika, essendo entrata nella brigata tre anni dopo il massacro. Dopo che Quoll ha rubato i poteri preveggenti di Neon, Shizuku leggendo la profezia, scopre che verrà uccisa in un magazzino di merce nera, dopo che i membri del ragno saranno dimezzati. Secondo Shizuku, dopo Uvo saranno altri cinque membri, ad essere uccisi, prima di lei. È doppiata in giapponese da Atsuko Bungo, nella prima serie e negli OAV, e da Miho Arakawa nella seconda serie. Nella prima serie è doppiata in italiano da Francesca Zavaglia, da Irene Scalzo negli OAV e da Melissa Maccari nella seconda serie.
La sua abilità Nen consiste nel materializzare un aspirapolvere, chiamato "Deme" (デメちゃん?, Deme-chan), che è in grado di risucchiare qualsiasi cosa, anche oggetti di grandi dimensioni, purché non si tratti di esseri viventi. Si dimostra molto utile in svariate occasioni, come per ripulire le orme e i segni del passaggio dei membri della Brigata, in particolare sangue e cadaveri. Infatti, la condizione secondo cui gli oggetti aspirati siano non viventi non impone che siano anche non organici, e per questo, Deme può aspirare parti di un essere ancora in vita, purché siano aspirate unicamente quelle. Inoltre Deme possiede una fila di denti taglienti come rasoi sulla bocca esterna di aspirazione, così che Shizuku lo può utilizzare come una vera e propria arma nel combattimento. Neanche Shizuku sa di preciso dove vadano a finire gli oggetti risucchiati dal suo aspirapolvere, anche perché non può richiamare gli oggetti aspirati, tranne l'ultimo in ordine di tempo.

### Illumi Zoldick
Illumi Zoldick (イルミ＝ゾルディック?, Irumi Zorudikku) è il fratello maggiore di Killua e il numero undici della Brigata. Entra a fare parte della Brigata al fine di sostituire il precedente numero undici, Uvogin, ucciso da Kurapika. In realtà, come rivela lui stesso agli altri membri del Ragno, è stato assunto da Hisoka per unirsi alla Brigata con il compito di ucciderlo, essendo giunto il momento, secondo lo stesso Hisoka, che uno dei due uccida l'altro.

## Membri precedenti

### Membro numero quattro precedente
Nulla si conosce di questo personaggio, eccetto chi l'ha ucciso e che non faceva parte del gruppo iniziale di sei membri del Ragno e di avere partecipato insieme agli altri membri, allo sterminio del clan di Kurapika. È stato ucciso due anni prima degli eventi di York Shin City da Hisoka Morou allo scopo di prendere il suo posto e avvicinarsi a Quoll, nella speranza di avere modo di affrontarlo. Malgrado la Brigata sia affezionata ai propri membri, nessuno sembra nutrire astio per Hisoka per aver ucciso il suo predecessore, in quanto è il suo carattere a non andare a genio a svariati membri del gruppo anziché le sue azioni precedenti.
Nel film Hunter × Hunter: Phantom Rouge, Omokage appare come membro numero 4 precedente, ma non si tratta di un personaggio canonico, ma solo cinematografico, infatti la sua morte non avviene per mano di Hisoka, quando è stato ribadito più volte nel manga che sia stato lui ad uccidere il proprio predecessore.

### Membro numero otto precedente
Nulla si conosce di questo personaggio, eccetto chi l'ha ucciso e che non faceva parte del gruppo iniziale di sei membri del Ragno e di avere partecipato insieme agli altri membri, allo sterminio del clan di Kurapika. È stato ucciso tre anni prima degli eventi di York Shin City da Silva Zoldick, il padre di Killua, su incarico ed egli afferma che il compenso non fu affatto congruo allo sforzo per ottenerlo, cosa che secondo suo figlio costituisce il più grande complimento che uno Zoldick possa fare alla propria vittima: se ne può quindi desumere che fosse un combattente molto forte, poiché diede difficoltà persino al capo della famiglia Zoldick. Fu dopo questo scontro che Silva avvertì la famiglia di non interferire negli affari della Brigata. Questo fu il motivo che portò Quoll a covare un grande astio verso Silva per avere ucciso un suo compagno. 
Al suo posto è entrata nella Brigata Shizuku.

### Hisoka Morou
Hisoka Morou (ヒソカ＝モロー?, Hisoka Morou, Hysoka nei titoli italiani degli episodi della prima serie animata e nei suoi titoli di coda, ma pronunciato comunque Hisoka) diventa un membro della Brigata Fantasma dopo avere ucciso il precedente affiliato numero quattro, Omokage. La scelta di Hisoka di entrare nella Brigata è legata al suo desiderio di confrontarsi con il capo, Quoll Lucifer, considerato da tutti un grandissimo e potente utilizzatore di Nen. Tuttavia, alla fine della saga di York Shin City, Hisoka scopre che Quoll non può più usare i suoi poteri Nen perché Kurapika gli ha messo nel cuore una delle sue catene, che lo ucciderebbe se usasse di nuovo i suoi poteri. Perde così ogni interesse nell'affrontare lo scontro e abbandona la Brigata.

### Pakunoda
Pakunoda (パクノダ?, Pakunoda) è una donna che fa parte del gruppo iniziale di sei membri della Brigata con il numero nove. Ha un carattere maturo e pacato e trasmette un'aria di sicurezza che all'esterno può essere percepita come freddezza. Il suo aspetto è quello di un'elegante donna in carriera, con tailleur abbinato a una gonna e una profonda scollatura che le risalta il seno prosperoso. È totalmente leale a Quoll e va persino contro la stessa Brigata per aiutarlo. Viene uccisa dalla Catena del Giudizio di Kurapika nel momento in cui rivela agli altri che cosa è accaduto al loro leader. Come ultima cosa, Pakunoda prega di essere l'ultima a morire della Brigata e che il resto dei suoi compagni si possano salvare. È doppiata in giapponese da Yoshiko Iseki, nella prima serie e negli OAV, e da Romi Park, nella seconda serie. La sua voce italiana è quella di Laura Boccanera nella prima serie,di Alessandra Karpoff negli OAV e di Selvaggia Quattrini nella seconda serie.
La sua abilità Nen appartiene alla categoria della Specializzazione, che si chiama "Lettura della Memoria" (記憶を読み取る?) e le permette di leggere i ricordi delle persone. L'unica condizione che deve rispettare per potere attivare il potere è quella di mantenere sempre un contatto fisico con la persona in esame. Cercare di resistere con la forza di volontà o distraendosi pensando ad altro è completamente inutile, dal momento che le domande poste da Pakunoda portano a galla i ricordi più profondi e veritieri. La donna dispone inoltre della "Memory Bomb" (メモリーボム?), con cui concretizza un revolver in grado di sparare speciali proiettili di Nen contenenti memorie e ricordi. Quando una persona viene colpita da un proiettile in cui Pakunoda ha inserito un ricordo, non riceve nessun danno fisico ma la sua mente riceve quelle memorie. Questo potere è utile per trasferire molto velocemente le informazioni in suo possesso ai suoi compagni. Se tuttavia a essere colpito è lo stesso individuo a cui è stato estratto il ricordo, questo viene irrimediabilmente cancellato.

### Uvogin
Uvogin (ウヴォーギン?, Ubōgin), soprannominato "Uvo", è l'undicesimo membro della Brigata. Nobunaga, il suo migliore amico, ha trovato la sua personalità affine a quella di Gon, accorgendosi non solo del fatto che i due hanno lo stesso tipo di Nen ma anche che il loro comportamento è simile, essendo impulsivo e molto diretto. Era uno dei sei membri originali della Brigata e il più forte in termini di pura forza fisica. Anche se preferisce combattere da solo Uvogin combatte meglio quando è in coppia (specialmente con Nobunaga) e quando ha qualcun altro da proteggere, benché non lo abbia mai ammesso. Prima di affrontarsi Kurapika domanda a Uvo se ricorda le persone che ha ucciso fino a quel momento e lui risponde che ricorda solo le persone molto forti, cosa che li lascia impressi nella sua memoria. Uvogin ammette che prova un'enorme gioia nell'uccidere le persone che sono alla ricerca di vendetta e che grazie a loro il suo istinto omicida non si placa. Ciò fa dedurre che Uvo abbia avuto problemi in passato con individui di questo tipo.
Durante il combattimento nel deserto di York Shin City, quando Kurapika lo blocca con la catena della prigionia e gli mostra i suoi occhi scarlatti, Uvo rammenta lo sterminio dei Kuruta definendolo come una delle missioni più difficili che la Brigata abbia mai intrapreso. Kurapika infine gli ordina di rivelare la posizione dei suoi compagni e Uvogin, che era fedele alla Brigata più di ogni altra cosa, non rispondendo muore trafitto dalla Catena del Giudizio. È doppiato in giapponese da Eiji Takemoto nella prima serie e da Akio Ohtsuka nella seconda. È doppiato da Enzo Avolio nella prima serie e da Gianluca Machelli nella seconda.
Uvo ha rafforzato il suo Nen al punto da raggiungere il 100% nel gruppo del Potenziamento. Può irrobustire i suoi muscoli al punto in cui né pallottole né missili hanno grande effetto su lui, inoltre ha una pelle estremamente spessa e dura che è molto difficile da perforare. La sua abilità Nen si chiama "Big Bang Impact" (ビックバンインパクト? "Colpo Super Distruttore" nella versione italiana) ed è una tecnica con la quale Uvo concentra tutta la sua aura nel pugno con il Kou e la rilascia bruscamente, generando un'esplosione paragonabile all'impatto di un missile. La sua aspirazione è quella di raggiungere la potenza di una bomba nucleare.

### Kortopi
Poco si conosce di Kortopi (コルトピ?, Korutopi), è il membro numero dodici della Brigata. La cosa più distintiva è il suo aspetto malconcio: una spessa criniera di capelli azzurri, perennemente in disordine, copre il suo viso e ne occulta ogni tratto, eccetto in qualche occasione il suo bulbo oculare. Consente a Quoll di rubare il suo potere Nen per affrontare Hisoka. Viene ucciso insieme a Shalnark da Hisoka quando questi decide di eliminare la Brigata in seguito alla sua sconfitta per mano di Quoll e la sua testa decapitata. Viene quindi svelato il suo volto, che possedeva due occhi normali. È doppiato in giapponese da Umi Tenjin nella prima serie e negli OAV. La sua voce italiana è di Monica Bonetto negli OAV.
La sua abilità Nen si chiama "Gallery Fake" (ギャラリーフェイク? "Mano sinistra di Dio e Mano destra del Diavolo" nella versione italiana) e appartiene al gruppo della Materializzazione. Quando Kortopi tocca un oggetto con la sua mano sinistra, il suo Nen gli consente di creare una copia di tale oggetto con la mano destra. Se copia degli esseri viventi la riproduzione è un corpo immobile e senza vita. Le copie create possono essere utilizzate come En e possono essere rintracciate da Kortopi ovunque esse siano, ma scompaiono dopo ventiquattro ore. La grandezza degli oggetti non influisce in nessun modo sul processo. Era il principale responsabile alla sostituzione degli oggetti veri con dei falsi creati con il suo potere quando la Brigata procedeva a rubarli, indicandolo come uno dei membri più preziosi per il Ragno. Con la sua perdita per mano di Hisoka, la brigata ha perso uno degli elementi principali per le sue missioni di furto. Kortopi sa utilizzare l'En come Nobunaga ma con un raggio che si può espandere fino a cinquanta metri (distanza media raggiunta dagli esperti di En). Nella prova a braccio di ferro si è dimostrato il più debole fisicamente della Brigata, come mostrato in una pagina del manga.

### Shalnark
Shalnark (シャルナーク?, Sharunāku) è il membro numero sei nonché uno dei membri originali della Brigata. Appare come un ragazzo semplice e innocente, ma quando lo si vede in azione con il resto della Brigata dissipa ogni dubbio mostrando il suo vero volto, spietato e calcolatore. Shalnark è uno dei membri più intelligenti del gruppo ed è un Hunter, usando tale rango per accedere a informazioni che potrebbero risultare assai vantaggiose per la Brigata. Durante la saga di York Shin City mostra un elevato potenziale deduttivo e fa lo stesso anche durante la saga di Greed Island. Permette a Quoll di rubare la sua abilità Nen per aiutarlo nel combattimento contro Hisoka e viene ucciso insieme a Kortopi dal mago quando questi decide di eliminare la Brigata in seguito alla sua sconfitta per mano di Quoll. Da come Shalnark è stato ucciso, sembra che la profezia fatta dai poteri di Neon si sia infine avverata, seppur con svariati mesi di ritardo: la profezia avvertiva Shalnark di non usare il telefono perché al momento cruciale non avrebbe funzionato e che nel momento in cui avrebbe squillato per rispondere non ne sarebbe stato in grado perché sarebbe morto. Shalnark ha effettivamente prestato il suo potere a Quoll per affrontare Hisoka. Shalnark, vedendo la morte del compagno Kortopi si avventa su Hisoka tralasciando di non avere più il suo cellulare per usare il Nen, venendo ucciso rapidamente dal prestigiatore, che lega infine il suo cadavere a un'altalena lasciandolo mangiare dai corvi. Shalnark, come ammesso da Quoll, era uno dei principali membri addetti alla ricerca delle informazioni.
È doppiato in giapponese da Yasuhiro Takato nella prima serie e negli OAV e da Noriko Hidaka nella seconda serie. In italiano nella prima serie è doppiato da Gabriele Lopez mentre negli OAV da Davide Albano e nella seconda serie da Marco Altini.
La sua abilità Nen si chiama "Black Voice" (ブラック ボイス? "Telefonino Regista del Destino" nella versione italiana), del gruppo della Manipolazione, ed è una tecnica con cui Shalnark può manipolare le persone. Conficcando un'apposita antenna all'interno del corpo del bersaglio scelto, è in grado di controllarne i movimenti tramite l'uso di uno speciale telefono cellulare. I comandi impartiti al cellulare si riflettono immediatamente sulla vittima, che diventa un robot sotto il suo totale controllo. Un'ulteriore tecnica è "Auto Mode" (自動操作? "Manipolazione Automatica" nella versione italiana), che viene attivata nel momento in cui Shalnark impianta un'antenna su sé stesso. Il giovane viene temporaneamente pervaso da una forza immensa, rilasciando in poco tempo tutto il Nen in suo possesso. Questa tecnica è talmente dispendiosa che, dopo averla usata, Shalnark prova dolori articolari per due giorni e non ha memoria di quanto successo, per questo evita di usare questa tecnica se può, anche perché non ricordando niente e non prova soddisfazione.

## Membri precedenti (non canonici)

### Omokage
Omokage è l'ex quarto membro della Brigata; il suo tatuaggio si trova sulla mano destra ed è stato poi sostituito da Hisoka. Si autodefinisce "Burattinaio Divino" e la sua categoria è la specializzazione: il suo potere consiste nel potere creare delle marionette dai ricordi e dai sentimenti delle persone, contenuti nel cuore di amici e conoscenti della futura vittima. I pupazzi creati attraverso questa tecnica racchiudono l'anima dei loro originali, mantengono i loro ricordi e hanno una volontà propria, tuttavia sono costretti a sottostare a qualunque ordine del Burattinaio.
Il motivo che lo spinse a entrare nella Brigata era quello di creare delle marionette di tutti i membri. La bambola è completa quando ha assorbito gli occhi da un essere umano vivente. Tuttavia, anche se gli occhi vengono assorbiti, non si verifica nulla di speciale. Possono vedere solo attraverso gli occhi di quella persona come farebbe il proprietario originale. Non diventano più forti o non acquisiscono altre abilità speciali. Anche se le abilità Nen delle bambole sono forti quanto i ricordi della persona da cui sono state prese, la forza fisica e la durata delle bambole sono limitate. Per rubare gli occhi di una persona vivente Omokage o una delle sue marionette usano la tecnica del "Richiamo dell'Anima".
Omokage è in grado di assorbire le marionette, copiare i loro poteri Nen e usarli a suo piacimento. Viene ucciso dalla sorella minore che era stanca di vedere Omokage uccidere tante persone a causa sua, dato che per errore Omokage uccise la sorella nei suoi primi esperimenti con le bambole. Fa la sua apparizione nel film Hunter × Hunter: Phantom Rouge. Tutta via, non si tratta di un personaggio canonico, poiché come dichiarato nel manga: il membro numero 4 originale, della Brigata è stato ucciso, in passato da Hisoka, per occupare la sua posizione ed entrare nel Ragno.

## Classifica braccio di ferro
Questa è la classifica della Brigata Fantasma quando si parla di braccio di ferro. Va notato che tutti i membri, a eccezione di Kortopi e forse Kalluto, la cui forza non viene mai mostrata, possono battere un pro-Hunter del Potenziamento come Gon ai tempi della saga di York Shin City in questa competizione (Shizuku ha perso contro di lui solo perché stava usando il braccio destro nonostante fosse mancina, anche se Gon quando si fa prendere dall'emozione e dall'ira può battere persino Nobunaga).
1. Uvogin (Deceduto)
2. Phinks Magkav
3. Hisoka (Ritirato)
4. Franklin Bordeaux
5. Feitan Pohtoh
6. Machi Komachine
7. Quoll Lucifer
8. Bonolenov Ndongo
9. Nobunaga Hazama
10. Shalnark (Deceduto)
11. Pakunoda (Deceduta)
12. Shizuku Murasaki
13. Kortopi (Deceduto)